# Adhemarius janus
Adhemarius janus är en fjärilsart som beskrevs av Jean Baptiste Boisduval 1870. Adhemarius janus ingår i släktet Adhemarius och familjen svärmare. Inga underarter finns listade i Catalogue of Life.